# Zoran Jovanović (cầu thủ bóng đá)
Zoran Jovanović (sinh ngày 25 tháng 9 năm 1986) là một cầu thủ bóng đá người Thụy Điển gốc Serbia và Phần Lan thi đấu cho Trelleborgs FF ở vị trí tiền vệ.